# Eleição presidencial na Macedônia em 2009
As eleições presidenciais macedônias de 2009 foram realizadas em 22 de março, em primeiro turno, e, no dia 5 de abril será realizado o segundo turno. Este pleito, vem sendo onsiderado mais importante para mostrar que o país consegue manter um sistema democrático que o permita entrar na União Europeia do que pelo próprio resultado da votação. A UE exigiu da Macedônia que a votação ocorresse em um ambiente pacífico e democrático, como condição vital para que possa determinar uma data de início das negociações de sua adesão à comunidade.

## Candidatos
O favorito, segundo as pesquisas, é Gjorge Ivanov, professor da Faculdade de Direito de Skopje, que concorre pela conservadora Organização Revolucionária Macedônia do Interior (VMRO-DPMNE). Seu principal adversário é o social-democrata Ljubomir Frckovski, professor da mesma faculdade e ex-ministro do Interior e de Relações Exteriores. No entanto, o ministro da Saúde, Imer Selmani, da minoria albanesa e líder do pequeno partido Nova Democracia, viu como sua popularidade crescer nas últimas semanas e algumas pesquisas apontam que ele pode ultrapassar Frckovski e disputar contra Ivanov.  Sete candidatos disputam a presidência para suceder Branko Crvenkovski, que não quis concorrer a um segundo mandato de cinco anos. A Macedônia, um dos países mais pobres da Europa, com índice de desemprego de 35%, está ansiosa para fortalecer os laços com o resto da Europa. 

## Campanhas
Os candidatos concentraram suas campanhas em convencer o eleitorado de sua capacidade de encontrar uma solução para a longa disputa com a Grécia sobre o nome do país e abrir assim as portas para a entrada na UE e na Otan. O problema com os gregos tem origem no fato de que a Grécia considera o nome Macedônia exclusivo de tradição helênica e, por conta disso, bloqueou o ingresso do país na Otan, em abril de 2008, e pode impedir também as negociações de adesão à UE.

## Primeiro turno

### O pleito
Às 7h locais, as seções eleitorais do país foram abertas e fechadas as 19h locais. Mais de 300 observadores estrangeiros e 3 mil macedônios supervisionaram a votação.
A votação ocorreu sem violência e atendeu a padrões democráticos, mostrando uma melhoria evidente em relação à 2008, quando a eleição parlamentar foi arruinada por tiroteios e fraudes, afirmaram os monitores internacionais. "É um prazer ver que este país avançou na estrada da democracia", disse Pia Christmas-Moller, da Organização para a Segurança e Cooperação na Europa. "Irregularidades e falta de confiança permanecem, e é preciso lidar com isso, mas não há dúvida de que houve progresso nas eleições, respeitando compromissos internacionais."
A missão de monitoramento notou algumas irregularidades processuais e alegações de pressão sobre funcionários públicos antes da votação. Segundo a comissão, melhorias podem ser feitas no processo de contagem das cédulas. Ainda assim, a votação mostrou um claro progresso ante a eleição parlamentar de junho de 2008, quando confrontos entre partidos rivais da minoria étnica albanesa causaram a morte de uma pessoa e feriram outras oito. O episódio foi a mais grave demonstração de violência desde 2001, quando a minoria albanesa lutou contra a insurgência durante seis meses.

### Participação
Cerca de 55,85% dos 1,8 milhão de eleitores da Macedônia votaram para eleger o quarto presidente desde 1991, ano em que o país se tornou independente da Iugoslávia. 

### Resultados
Ivanov, de 49 anos, candidato pelo partido conservador VMRO-DPMNE, terminou confortavelmente em 1º lugar, com 35,06% dos votos, seguido por Frckoski, de 51 anos, que teve 20,45% dos votos, de acordo com a comissão eleitoral. "Os macedônios provaram que têm capacidade para conduzir eleições justas e democráticas", afirmou Ivanov. "Provamos que valores europeus vivem na Macedônia e que este país merece se tornar membro da UE e da Otan."

## Segundo turno
Giorgi Ivanov, do Partido Democrático para a Unidade Nacional, obteve 437.455 votos (63,41%), sendo o vencedor do pleito, contra 252.195 (36,56%) para Liubomir Frckoski, candidato da União Socialdemocrata, principal partido da oposição. O índice de participação foi estimado em 40,24%, superior ao limite de 40% necessário para validar a votação. Liubomir Frckoski aceitou a derrota, felicitando Ivanov por sua vitória. "Provamos que podemos realizar eleições à europeia: pacíficas, democráticas e sem violência", destacou Ivanov.
A Macedônia tem agora pela frente "três prioridades cruciais", que são a integração à União Europeia e à Otan, e "resolver a questão do nome" do país, objeto de litígio entre Skopje e Atenas há 18 anos. A questão do nome bloqueia o caminho da Macedônia para entrar na UE e na Otan, já que a Grécia afirma que o nome Macedônia pertence, exclusivamente, a seu patrimônio histórico nacional.